# Adairville
Pour les articles homonymes, voir Adair.
La ville d’Adairville est située dans le comté de Logan, dans le Commonwealth du Kentucky, aux États-Unis. Sa population s’élevait à 852 habitants lors du recensement de 2010, estimée à 875 habitants en 2018.

## Histoire
Adairville a été fondée le 31 janvier 1833. Son nom provient du gouverneur John Adair. La ville a été incorporée lors de l'Assemblée générale du Kentucky du 7 février 1871.

## Démographie
| Groupe            | Adairville | Kentucky | États-Unis |
| ----------------- | ---------- | -------- | ---------- |
| Blancs            | 79,6       | 87,8     | 72,4       |
| Afro-Américains   | 14,1       | 7,8      | 12,6       |
| Métis             | 2,5        | 1,7      | 2,9        |
| Autres            | 2,4        | 1,3      | 6,4        |
| Amérindiens       | 0,5        | 1,3      | 5,7        |
| Total             | 100        | 100      | 100        |
|                   |            |          |            |
| Latino-Américains | 4,1        | 3,1      | 16,7       |

Selon l'American Community Survey, pour la période 2011-2015, 96,54 % de la population âgée de plus de 5 ans déclare parler anglais à la maison, alors que 3,35 % déclare parler l'espagnol et 0,11 % une autre langue.